# Grafton (Vermont)
Grafton ist eine Town im Windham County des Bundesstaates Vermont in den Vereinigten Staaten mit 645 Einwohnern (laut Volkszählung von 2020).
Das Areal wurde 1754 unter dem Namen Thomlinson ausgerufen und seit 1768 besiedelt. 1791 wurde das County von den Bürgern in Grafton umbenannt.

## Geografie

### Geografische Lage
Grafton liegt im Norden des Windham Countys. Der Saxtons River fließt in südöstlicher Richtung zentral durch die Town und mit bildet mit seinen Zuflüssen ein breit gefächertes Flusssystem. Im Norden gibt es mehrere kleinere Bäche, die in den Williams River münden. Auf dem Gebiet der Town befindet sich der Grafton Town Forest, ein Teil des Rockingham Town Forests, der William C. Putnam State Forest, der Mollie Beattie State Forest und nahe der Ansiedlung Grafton der Grafton Village Park.

### Geologie
Das Gebiet der Town ist hügelig und verschiedene Mineralien wurden gefunden. Südlich der Ansiedlung lagern größere Mengen Speckstein. Außerdem Talk (Mineral), Chlorite und Aktinolith.

### Nachbargemeinden
Alle Entfernungen sind als Luftlinien zwischen den offiziellen Koordinaten der Orte aus der Volkszählung 2010 angegeben.
- Norden: Chester, 3,7 km
- Nordosten: Springfield, 15,2 km
- Osten: Rockingham, 12,3 km
- Südosten: Westminster, 12,6 km
- Süden: Athens, 2,9 km
- Südwesten: Townshend, 8,2 km
- Westen: Windham, 9,4 km
- Nordwesten: Andover, 12,4 km

Hinweis: Aufgrund der Form des Countys bestehen zwischen Grafton zum einen sowie Andover, Springfield und Westminster zum anderen keine gemeinsamen Grenzen. Die Countys liegen aber derart nahe zusammen, dass eine Aufnahme in die obige Aufstellung sinnvoll erscheint.

### Klima
Die mittlere Durchschnittstemperatur in Grafton liegt zwischen −8 °C (16 °Fahrenheit) im Januar und 18,3 °C (65 °Fahrenheit) im Juli. Die Schneefälle zwischen Oktober und Mai bei einem Spitzenwert im Januar von 43 cm (17 inch) liegen mit rund zwei Metern etwa doppelt so hoch wie die mittlere Schneehöhe in den USA. Die tägliche Sonnenscheindauer liegt am unteren Rand des Wertespektrums der USA.

## Geschichte
Zunächst wurde das Gebiet im Jahr 1754 unter dem Namen Thomlinson ausgerufen. Der Name geht zurück auf for John Thomlinson, dem Agenten von Benning Wentworth in England. Die Besiedlung startete im Jahr 1768. Im Jahr 1791 die Town in Grafton umbenannt. Die Bewohner waren mit dem Namen Thomlinson nicht mehr zufrieden, da sie sich nicht auf einen neuen Namen einigen konnten, durfte derjenige den neuen Namen bestimmen, der dafür das höchste Gebot abgab. Joseph Axtell gewann mit seinem Gebot über 5,00 $ und nannte die Town nach seiner früheren Heimat Grafton (Massachusetts). Jedoch zahlte er diese 5,00 $ nie.
Ursprünglich ein durch Schafzucht und Wollmühlen am Saxtons River geprägtes Areal, änderten Specksteinfunde im nahen Bear Mountain die Lage deutlich. Bis zum Ende des 19. Jahrhunderts war Grafton ein großer Speckstein-Produzent, der seine Steine als Baumaterial weit über die Grenzen Vermonts verkaufte. Nach dem Ende des Steinabbaus und mit der Weltwirtschaftskrise von 1929 sank die Zahl der Bewohner von mehr als 1.500 zu Beginn des Amerikanischen Bürgerkrieges 1861 auf unter 400.

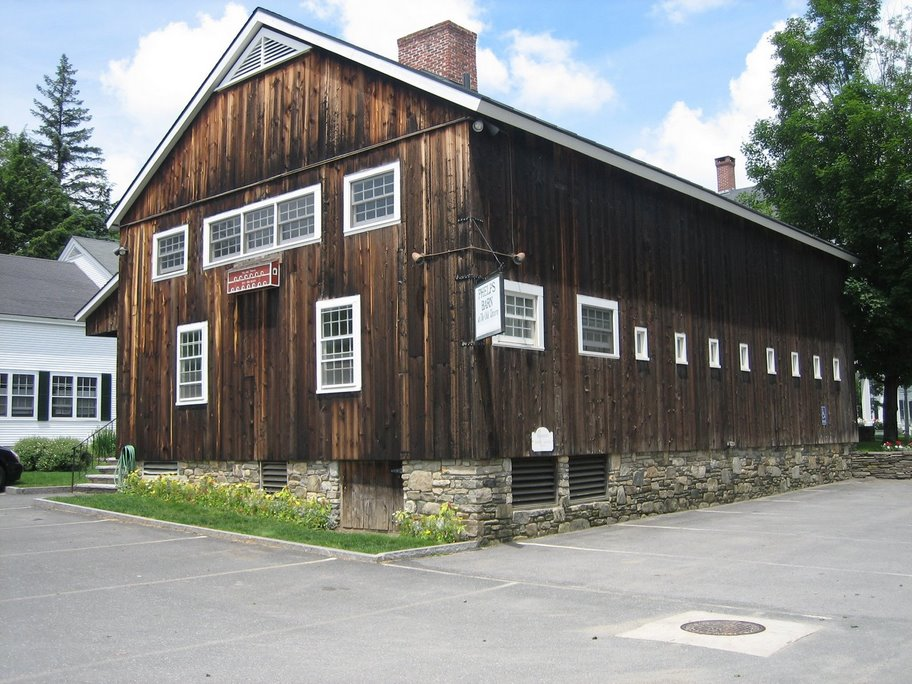
Phelps Barn Pub, Teil des Grafton Inns

Heute steht die Wirtschaft Graftons hauptsächlich auf zwei Beinen: einer Käsefabrikation (der Grafton Village Cheese Company), die bereits seit 1896 besteht und auf die Produktion von Cheddar spezialisiert ist, sowie dem Tourismus durch ein Ski-Langlaufzentrum, das seit den 1960er Jahren an den Grafton Ponds aufgebaut wurde. Der historische Ortskern wurde systematisch renoviert. Im Ort steht die Old Taverne, die seit 1801 unter dem Namen Grafton Inn besteht und damit eines der ältesten bestehenden Hotels der Vereinigten Staaten ist. Im Grafton Inn nächtigten Persönlichkeiten wie Ulysses S. Grant, Ralph Waldo Emerson, Woodrow Wilson und Henry David Thoreau.

### Einwohnerentwicklung
| Volkszählungsergebnisse – Town of Grafton, Vermont | Volkszählungsergebnisse – Town of Grafton, Vermont | Volkszählungsergebnisse – Town of Grafton, Vermont | Volkszählungsergebnisse – Town of Grafton, Vermont | Volkszählungsergebnisse – Town of Grafton, Vermont | Volkszählungsergebnisse – Town of Grafton, Vermont | Volkszählungsergebnisse – Town of Grafton, Vermont | Volkszählungsergebnisse – Town of Grafton, Vermont | Volkszählungsergebnisse – Town of Grafton, Vermont | Volkszählungsergebnisse – Town of Grafton, Vermont | Volkszählungsergebnisse – Town of Grafton, Vermont |
| Jahr                                               | 1700                                               | 1710                                               | 1720                                               | 1730                                               | 1740                                               | 1750                                               | 1760                                               | 1770                                               | 1780                                               | 1790                                               |
| -------------------------------------------------- | -------------------------------------------------- | -------------------------------------------------- | -------------------------------------------------- | -------------------------------------------------- | -------------------------------------------------- | -------------------------------------------------- | -------------------------------------------------- | -------------------------------------------------- | -------------------------------------------------- | -------------------------------------------------- |
| Einwohner                                          |                                                    |                                                    |                                                    |                                                    |                                                    |                                                    |                                                    |                                                    |                                                    | 561                                                |
| Jahr                                               | 1800                                               | 1810                                               | 1820                                               | 1830                                               | 1840                                               | 1850                                               | 1860                                               | 1870                                               | 1880                                               | 1890                                               |
| Einwohner                                          | 1.149                                              | 1.365                                              | 1.482                                              | 1.439                                              | 1.326                                              | 1.241                                              | 1.154                                              | 1.008                                              | 929                                                | 817                                                |
| Jahr                                               | 1900                                               | 1910                                               | 1920                                               | 1930                                               | 1940                                               | 1950                                               | 1960                                               | 1970                                               | 1980                                               | 1990                                               |
| Einwohner                                          | 804                                                | 927                                                | 476                                                | 453                                                | 393                                                | 422                                                | 426                                                | 465                                                | 604                                                | 602                                                |
| Jahr                                               | 2000                                               | 2010                                               | 2020                                               | 2030                                               | 2040                                               | 2050                                               | 2060                                               | 2070                                               | 2080                                               | 2090                                               |
| Einwohner                                          | 649                                                | 679                                                | 645                                                |                                                    |                                                    |                                                    |                                                    |                                                    |                                                    |                                                    |

## Wirtschaft und Infrastruktur

### Verkehr
Die Vermont State Route 121 durchquert Grafton vom Nordwesten in Richtung Südosten, von Londonderry nach Bellows Falls. Die Vermont State Route kommt aus Richtung Norden von Cester, trifft in der Ansiedlung Grafton auf die State Route 121, verläuft kurz mit dieser zusammen und führt im Süden in Richtung Athens.

### Öffentliche Einrichtungen
In Grafton gibt es kein eigenes Krankenhaus. Das nächstgelegene Krankenhaus ist das Grace Cottage Hospital in Townshend.

### Bildung

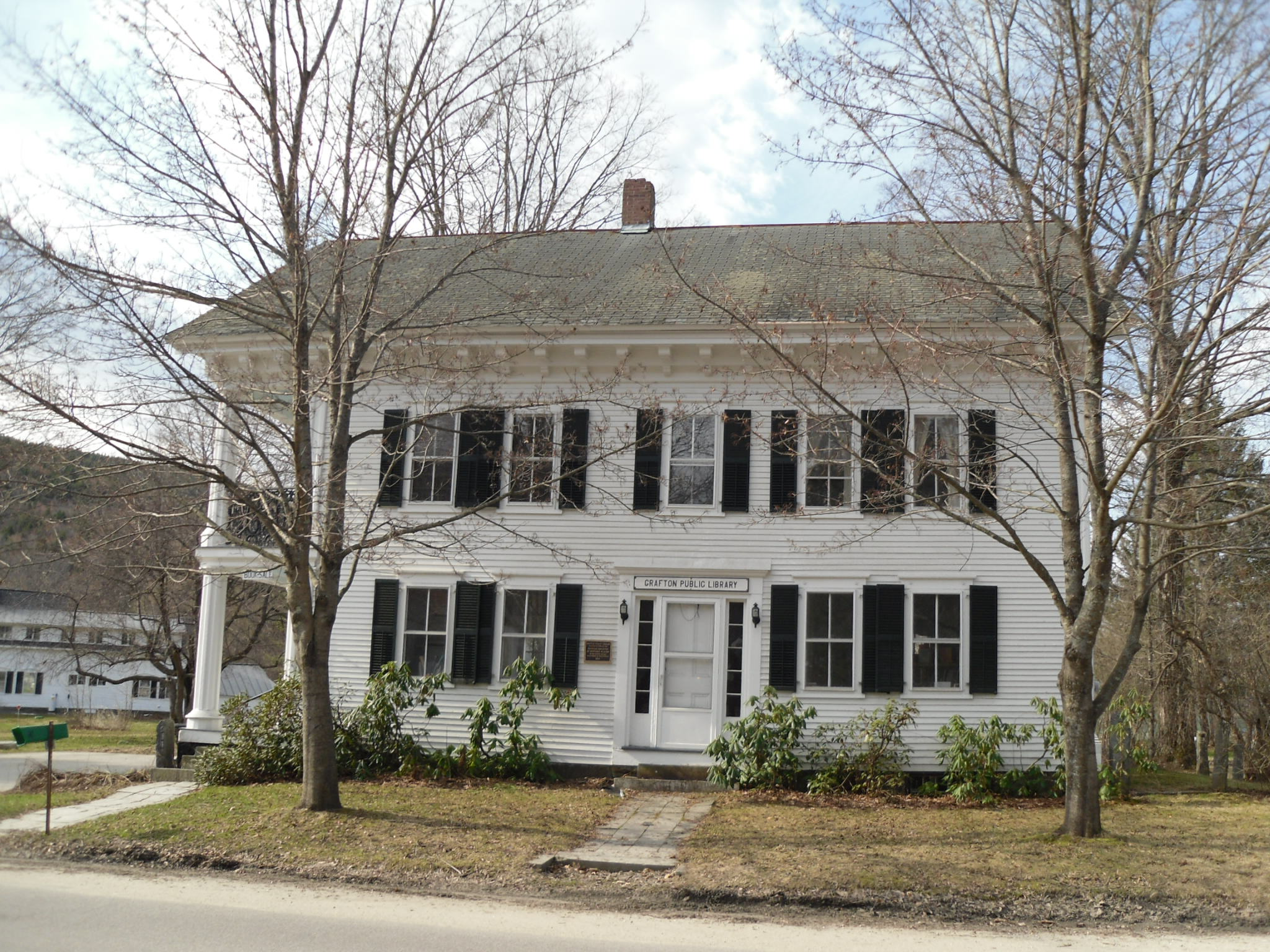
Butterfield House

Grafton gehört zur Windham Northeast Supervisory Union. In Grafton befindet sich die Grafton Elementary School. Sie bietet Schulbildung vom Kindergarten bis zum Abschluss der sechsten Klasse.
Die The Grafton Public Library befindet sich an der Main Street in Grafton, im historischen Butterfield House, welches im National Register of Historic Places gelistet ist.

## Persönlichkeiten

### Söhne und Töchter der Stadt
- Benjamin W. Dean (1827–1864), Politiker, Anwalt und Vermont Secretary of State
- John Barrett (1866–1938), Journalist und Diplomat